# Воропай Василь Васильович
Васи́ль Васи́льович Воропа́й (11 січня 1956, с. Косарі, Кам'янський район, Черкащина — 31 січня 2015, смт. Гродівка) — діяч самоврядування Черкащини, сільський голова Косарів Черкаської області. Старший солдат Збройних сил України. Учасник війни на сході України.

## Біографія
У 2010-х роках очолив Косарівську сільську раду Кам'янського району Черкаської області.
Прикликаний до лав ЗСУ 4 вересня 2014 до 43-ї артилерійської бригади. Загинув 31 січня 2015 під час обстрілів російськими силами смт Гродівка Красноармійського району Донецької області. Тоді ж загинули молодший сержант Микола Пономаренко і старший солдат Павло Антоненко.
Похований у рідному селі.
Залишилися дружина та двоє дітей.

## Нагороди та вшанування
- Указом Президента України № 282/2015 від 23 травня 2015 року, «за особисту мужність і високий професіоналізм, виявлені у захисті державного суверенітету та територіальної цілісності України, вірність військовій присязі», нагороджений орденом «За мужність» III ступеня (посмертно)[2].
- 29 січня 2016 року у селі Косарі Кам'янського району відбулося відкриття меморіальної дошки Василю Васильовичу. Дошку розмістили на стіні Косарської загальноосвітній школи.
- Вшановується в меморіальному комплексі «Зала пам'яті», в щоденному ранковому церемоніалі 31 січня[3][4].